# Anoplognathus brunnipennis
Anoplognathus brunnipennis es una especie de escarabajo perteneciente al género Anoplognathus, de la familia Scarabaeidae, orden Coleoptera. Fue descrita por Gyllenhal en 1817.
La especie lleva el nombre brunnipennis que significa fuego verde en referencia a su pigidio verdoso. Esta especie suele ser llamada o conocida como escarabajo punta esmeralda.

## Descripción
Mide 18-25 mm de longitud. Suele ser de color amarillo aunque varía a marrón rojizo. La cabeza de color verde a rojo, el tórax presenta pelaje largo y el abdomen con poco pelaje. Las patas son amarillas o marrón rojizo, con algunos reflejos dorados o rojos. El pigidio es verdoso y presenta pelaje muy denso y corto.

## Distribución
Se distribuye por el sudeste de Australia, en la ciudad de Brisbane, desde Queensland hasta Melbourne y Victoria. Reportado en Nueva Gales del Sur.